# Базелінський Антон Сергійович
Анто́н Сергі́йович Базелі́нський (нар. 30 липня 1976, м. Броди, Львівська область, Україна) — український кіносценарист, автор сценарію сімейної комедії «Пригоди S Миколая», член Української кіноакадемії.

## Біографія та кар'єра
У 1998 році закінчив Київський національний торговельно-економічний університет за спеціальністю «менеджмент зовнішньоекономічної діяльності в банках».
У 1993-1998 роках працював ведучим та продюсером молодіжних проєктів телекомпанії «ТЕТ» (м. Київ): «Крутий релакс» та «Релакс ТОП-10». Потім у 1999-2008 роках очолював молодіжний телепроєкт Київської мерії «Молодіжна телевізійна служба», був також сценаристом цього проєкту.
З 2010 до 2014 працював редактором і сценаристом на «Новому каналі» (проєкти «ТОП 100», «Мачо не плачуть», «Шоушара», «Недільний офіс»). З 2013 року також пише сценарії до документального та ігрового кіно, анімації.
2020 року обраний членом правління Гільдії сценаристів України. Член Української кіноакадемії з 2021 року.

## Фільмографія

### Як сценарист
- 2013—2014 — авторський документальний цикл «Спадок землі» (телеканал «Хабар», Казахстан), 52 випуски
- 2014 — документальні фільми про екологію і історію Казахстану: «Мрії» (прогнози розвитку Казахстану), «Чиста енергія», «Відбиток майбутнього», «Чистий дім»
- 2015 — серіал «Адасқандар» («Загублені», Казахстан), історична фантастична комедія — співавтор проєкту, автор п'яти серій
- 2016 — «Козаки. Футбол», анімаційний комедійний серіал[4], 24 серії
- 2017 — «Клуб Всезнайків», анімаційний дитячий серіал студії Animagrad, пілот та ще 5 серій[5].
- 2018 — «Пригоди S Миколая», повнометражний фільм[6]
- 2019 — «Дорога додому», короткометражний фільм[7]
- 2019 — «Хто створив Змієві вали», документальний фільм[8]
- 2020 — «Загадки Олександра Поля» документальний серіал[9]
- 2020 — «Я люблю тебе, Дніпро», документальний фільм[10]
- 2021 — «Вибір», інтерактивний освітній серіал Академії ДТЕК
- 2022 — «Олесь Гончар. Слово як зброя», повнометражний документальний фільм[11]
- 2022 — «Українське кіно. Становлення», повнометражний документальний фільм[12][13]
- 2023 — «Залізні люди», повнометражний документальний фільм, редактор, автор сценарію[14]
- 2023 — «Шукачі загублених душ», короткометражний документальний фільм[15]
- 2024 — «Тісто», повнометражний документальний фільм, редактор, автор сценарію[16]
- 2024 — «Потяг», чотирисерійний ігровий серіал, автор історії[17]

## Відзнаки та нагороди
- У листопаді 2017 року анімаційний фільм «Клуб Всезнайків» за сценарієм Антона Базелінського отримав нагороду фестивалю «Крок» «за вдалий зразок освітньої анімації»[18].
- 29 серпня 2021 року сценарій Антона Базелінського до повнометражного фільму «Перший кубок», написаний у співавторстві з Олексієм Комаровським, здобув відзнаку у номінації «Кращі комедії» на Міжнародному літературному конкурсі «Коронація слова»[19].
- 28 квітня 2025 року серіал «Потяг», створений на основі історії авторства Антона Базелінського здобув Премію Гільдії Сценаристів України у номінації «Найкращий сценарій драматичного серіалу»[20].